# Scott Bradlee
Scott Bradlee (født 19. september 1981) er en amerikansk musiker, pianist og arrangør. Han er bedst kendt for sine virale videoer på YouTube, der inkluderer hans arbejde med Postmodern Jukebox (PMJ), der en skiftende samling af musikere, der spiller moderne populærmusik i forskellige historiske musikgenrer.

## referencer
1. ↑  Scott Bradlee (2014-01-30). "well my birthday is 9/19/81- so that's a start!". Scott Bradlee's Twitter feed. Arkiveret fra originalen 2014-03-04. Hentet 2014-08-15.

| Musik | Spire Denne musikartikel er en spire som bør udbygges. Du er velkommen til at hjælpe Wikipedia ved at udvide den. |